# Federico Gomes Gerth
Federico Gomes Gerth (San Isidro, área metropolitana de Buenos Aires, 5 de marzo de 2004)  también conocido como Fede Gomes es un futbolista argentino. Juega como arquero y su equipo actual es Unión de la Primera División de Argentina. Fue internacional con la selección de fútbol sub-20 de Argentina.

## Trayectoria
Surgido de las inferiores de Tigre, fue promovido al equipo profesional del club en 2021. Sin embargo en enero de 2024 rescindió su contrato para poder ser fichado por el Académico de Viseu de la Segunda División de Portugal.

## Selección nacional
Con paso en la Selección de fútbol sub-15 de Argentina,17 y 20, Gomes Gerth fue citado a la Mayor (con 17 años y sin contrato profesional) gracias a la recomendación de Pablo Aimar a Lionel Scaloni.

#### Torneo de la Alcudia
Se consagró campeón del Torneo Internacional Sub-20 de la Alcudia en agosto de 2022 siendo titular en todos los partidos y no recibió goles en toda la competición. En la final frente a Uruguay atajó un penal para la victoria por 4-0 de Argentina.

#### Mundial de Catar 2022
Fue el único jugador en condición de sparring convocado por Lionel Scaloni para el  Mundial de Catar 2022.

### Participaciones en Copas del Mundo
| Mundial                  | Sede      | Resultado        | Partidos | GR |
| ------------------------ | --------- | ---------------- | -------- | -- |
| Copa Mundial Sub-20 2023 | Argentina | Octavos de final | 4        | 3  |

## Palmarés

### Campeonatos nacionales
| Título           | Equipo | País      | Año  |
| ---------------- | ------ | --------- | ---- |
| Primera Nacional | Tigre  | Argentina | 2021 |

### Campeonatos internacionales
| Título                        | Equipo           | País    | Año  |
| ----------------------------- | ---------------- | ------- | ---- |
| Torneo L'Alcudia              | Argentina Sub-20 | España  | 2022 |
| Copa Intendencia de Maldonado | Argentina Sub-20 | Uruguay | 2022 |